# Heinrich Trost
Heinrich Trost (* 1927; † 31. Mai 2017) war ein deutscher Kunsthistoriker.

## Leben und Werk
Der Vater Trosts betrieb in Harzgerode eine Tischlerei. Trost absolvierte in Harzgerode die Schule und wurde kurz vor Ende des Zweiten Weltkriegs zum Reichsarbeitsdienst eingezogen. Dort entzog er sich der militärischen Ausbildung. Indem er bewusst hungerte, verfiel er körperlich und kam in ein Lazarett. Nach seiner Entlassung erlebte er auf dem Heimweg einen der großen Luftangriffe auf Halberstadt.
Nach dem Ende des Krieges absolvierte Trost an der Humboldt-Universität Berlin die Vorstudienabteilung, Vorläufer der Arbeiter-und-Bauern-Fakultät, wo er als einer der ersten Absolventen das Abitur erwarb. Danach studierte er bis 1953 bei Richard Hamann an der Humboldt-Universität Kunstgeschichte. Sein Diplom wurde mit summa cum laude bewertet, und er erhielt an der Universität eine Assistentenstelle. Danach war er wissenschaftlicher Mitarbeiter der Arbeitsstelle Nord des Instituts für Denkmalpflege der DDR. 1957 erwarb er den Doktorgrad. 1959 wurde vom Akademie-Verlag Berlin seine Arbeit Norddeutsche Stadttore zwischen Elbe und Oder publiziert, die als Standardwerk gilt. Daraufhin wurde er wissenschaftlicher Mitarbeiter in der Arbeitsstelle für Kunstgeschichte an der Deutschen Akademie der Wissenschaften in Berlin bzw., nach Auflösung der Arbeitsstelle, des Instituts für Denkmalpflege. Dort war er mit Sibylle Gröger (* 1935) an der Erarbeitung der Dehio-Handbücher für Sachsen beteiligt.
Ab 1974 war Trost als Nachfolger von Edgar Lehmann Leiter der Abteilung Forschung des Instituts und später stellvertretender Leiter des Zentralen Bereichs Dokumentation und Publikation. Dabei wirkte er u. a. weiter an der Bearbeitung der Dehio-Handbücher und -Bildbände mit und initiierte und betrieb als Leiter der Gesamtredaktion die erste topographisch beschreibende Denkmaltopographie der DDR, Die Bau- und Kunstdenkmale in der DDR, die von 1983 bis 1987 beim Henschelverlag Kunst und Gesellschaft erschien.
Trost gehörte zu den ersten in der DDR ausgebildeten Kunsthistorikern. Er forschte und publizierte sein ganzes Arbeitsleben lang über Bau- und Kunstdenkmale und sah eine seiner wichtigen Aufgaben in der verständlichen Vermittlung von bau- und kunstgeschichtlichem Wissen. Er war zugleich ein intensiver Beobachter des gesellschaftlichen und politischen Geschehens. 
Als leidenschaftlicher Fotograf fotografierte er z. B. 1950 den Abbruch des Berliner Schlosses. Anfang der 1990er Jahre machte er sich mit der digitalen Technik vertraut und erschloss sich digitale Speichermethoden für Fotografien und Musikschallplatten.
Nach der im Zuge der deutschen Wiedervereinigung erfolgten Abwicklung des Instituts für Denkmalpflege zum 1. Januar 1991 arbeitete Trost bis zum Rentenbeginn Ende Mai 1993 im Fachbereich Inventarisation für die Berliner Bezirke Prenzlauer Berg und Friedrichshain beim Berliner Landeskonservator. Danach bearbeitete er noch Aufträge der Senatskanzlei und der Fachabteilung Baudenkmalpflege. U. a. schrieb er die Einleitungstexte über die städtebauliche Entwicklung für die Denkmaltopographie Bundesrepublik Deutschland, Bezirk Friedrichshain und Bezirk Mitte – Ortsteil Mitte.

## Schriften (Auswahl)
- Norddeutsche Stadttore zwischen Elbe und Oder. (= Schriften zur Kunstgeschichte; 5) Akademie-Verlag, Berlin 1959, ZDB-ID 504275-6
- Rügen, Hiddensee : Landschaft und Kultur. mit Ingo Scheffler (Foto), 3. Auflage, Henschel, Berlin 1994, ISBN 3-89487-151-2
- Stralsund. (= Kunstgeschichtliche Städtebücher), Seemann, Leipzig 1979
- Tangermünde. (= Kunstgeschichtliche Städtebücher), Seemann, Leipzig 1965

Gesamtredaktion
- Die Bau- und Kunstdenkmale in der mecklenburgischen Küstenregion : mit den Städten Rostock und Wismar. Henschel, Berlin 1990, ISBN 3-362-00523-3
- Bezirk Neubrandenburg. (= Die Bau- und Kunstdenkmale in der DDR), Institut für Denkmalpflege (Hrsg.), Henschel, Berlin 1986
- Bau- und Kunstdenkmale in Potsdam : Stadtkreis und Landkreis. (= Die Bau- und Kunstdenkmale in der DDR), Institut für Denkmalpflege (Hrsg.), Henschel, Berlin 1990, ISBN 3-362-00497-0
- Hauptstadt Berlin. (= Die Bau- und Kunstdenkmale in der DDR; 2), Institut für Denkmalpflege (Hrsg.), Henschel, Berlin 1987 und Beck, München 1987, ISBN 3-362-00138-6